# 모리타니의 경제
모리타니의 경제는 1970년대와 1980년대에 반복되는 가뭄으로 대부분의 유목민과 많은 생계형 농부들이 도시로 강제 이주했음에도 불구하고 여전히 농업과 가축에 크게 의존하고 있다.
모리타니는 철광석이 매장되어 있으며, 이는 전체 수출의 약 50%를 차지한다. 그러나 이 광석에 대한 세계 수요의 감소는 생산량 감소로 이어졌다. 현재 금속가격이 오르면서 금광과 구리광산업체들이 내부에 광산을 열고 있다.
모리타니의 연해는 세계에서 가장 풍부한 어업 지역 중 하나이지만, 외국인들에 의한 과도한 어획은 이 주요 수입원을 위협하고 있다. 이 나라의 첫 번째 심해 항구는 1986년 누악쇼트 근처에 문을 열었다.
최근 몇 년간 가뭄과 경제 운영의 부실로 외채가 늘어났다. 1999년 3월, 정부는 세계은행과 국제 통화 기금 공동대표단과 5,400만 달러의 강화된 구조조정시설(ESAF)에 대한 협정을 체결했다. 경제적 목표는 1999년~2002년으로 설정되었다. 민영화는 여전히 주요 쟁점 중 하나로 남아 있다.

## 다양화
2007년 모리타니 경제의 35% 이상을 광산업이 차지했으며, 그 중 수산업은 54%를 차지했다(전력 관계에서 이들 산업 간 큰 변화). 경제를 비광산업으로 다변화하는 것은 장기적인 문제로 남아있다. 모리타니는 국내 식량의 70%를 수입하는 순수 수입국이다.

## 천연가스 및 토르투/아메임 프로젝트
2015년, 코스모스 에너지는 세네갈과 모리타니 사이의 해양 국경에서 중요한 천연가스 발견을 했고, 2016년 12월 영국 석유와 제휴를 맺었다. 모리타니, 세네갈 정부와 두 나라의 국영 석유 회사들과 함께 두 회사는 이러한 가스 발견의 가능성에 대해 낙관적이다. 그랜드 토르투/아메임의 매장량은 15조 입방피트로 추정된다. BP에 따르면, "이는 거의 7년 동안 아프리카의 모든 가스 생산량과 맞먹는다." 연간 230만 톤을 시작으로 2022년부터 생산 단계가 시작된다.

## 전기
모리타니는 380 MW의 발전 용량을 가지고 있으며, 이 중 263 MW는 화석 연료이고 117 MW는 재생 에너지이다. 날씨가 화창해 태양광 발전에 매우 유리하며, 마스다르의 지원으로 2016년 총 16.6 MW 규모의 발전소 8기가 설치됐다.